# Edgardo Arasa
Edgardo José Arasa Saita (* 15. September 1961 in Rosario) ist ein ehemaliger argentinischer Fußballspieler, der vorwiegend als Abwehrspieler eingesetzt wurde.

## Karriere
Edgardo Arasa spielte in seiner Heimat für Unión de Santa Fe, Atlético Concepción, den Chacarita Juniors und Atlanta. Darüber hinaus war er auch auf regionaler Ebene für Río Cuarto und Renato Cesarini Río IV aktiv. Im Jahr 1988 wechselte er nach Chile und verbrachte fünf Saisons bei Everton. 1992 wurde er für die Copa Chile an die Santiago Wanderers verliehen. Seine Karriere beendete er 1994 bei Deportes Arica in der chilenischen Segunda División.